# Discografie van Britney Spears

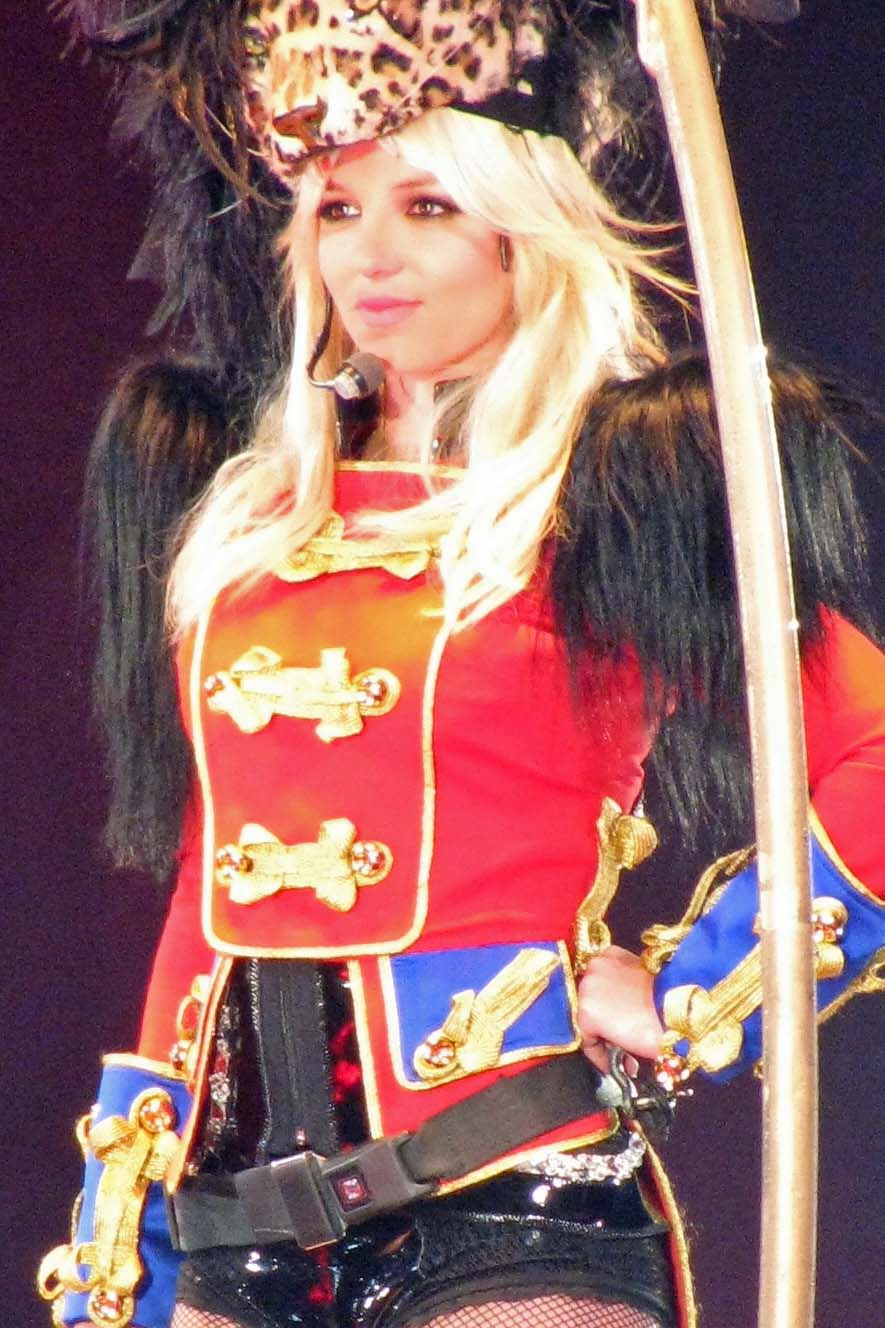
Spears treedt op tijdens "The Circus Starring Britney Spears" in april 2009

De discografie van Britney Spears bestaat uit negen studioalbums, drie compilatiealbums, vijfendertig singles, twee promotiesingles en zes videoalbums.
Spears tekende haar platencontract in 1997 bij Jive. Haar debuutalbum ...Baby One More Time kwam uit in januari 1999. Spears bracht vijf singles uit, ...Baby One More Time, Sometimes, (You Drive Me) Crazy, Born to Make You Happy en From the Bottom of My Broken Heart.
Zestien maanden later bracht Spears haar tweede album, Oops!... I Did It Again, uit, dat in de eerste week 1,3 miljoen keer verkocht werd. Daarmee werd het het snelstverkopende album ooit.

## Albums

### Studioalbums
| ...Baby One More Time                                                          | 1999 | 1 | 3  | 3  | 2  | 1 | 4  | 1  | 6  | 1 | 2  | - Wereldwijd: 28,150,000 - VS: 14.000.000 |
| Oops!... I Did It Again                                                        | 2000 | 1 | 1  | 1  | 2  | 1 | 1  | 1  | 3  | 1 | 2  | - Wereldwijd: 22.310.000 - VS: 10.500.000 |
| Britney                                                                        | 2001 | 1 | 11 | 3  | 4  | 1 | 2  | 1  | 3  | 1 | 4  | - Wereldwijd: 15.620.000 - VS: 5.000.000  |
| In the Zone                                                                    | 2003 | 1 | 9  | 7  | 10 | 2 | 1  | 2  | 3  | 6 | 13 | - Wereldwijd: 11.250.000 - VS: 3.000.000  |
| Blackout                                                                       | 2007 | 2 | 14 | 17 | 3  | 1 | 2  | 10 | 1  | 4 | 2  | - Wereldwijd: 3.120.000 - VS: 1.000.000+  |
| Circus                                                                         | 2008 | 1 | 10 | 7  | 3  | 1 | 3  | 9  | 2  | 1 | 4  | - Wereldwijd: 4.700.000 - VS: 1.700.000   |
| Femme Fatale                                                                   | 2011 | 1 | 7  | 8  | 1  | 1 | 4  | 10 | 4  | 2 | 8  | - Wereldwijd: 2.000.000+ - VS: 1.000.000+ |
| Britney Jean                                                                   | 2013 | 4 | 36 | 32 | 12 | 7 | 22 | 20 | 15 | 9 | 34 | - Wereldwijd:600.000 - VS: 272.000        |
| Glory                                                                          | 2016 | 3 | 8  | 3  | 4  | 4 | 6  | 3  | 1  | 4 | 2  | - Wereldwijd:322.000 - VS:                |
| "—" geeft aan dat het album de hitlijsten niet haalde, of niet uitgebracht is. |      |   |    |    |    |   |    |    |    |   |    |                                           |

### Compilatiealbums
| Greatest Hits: My Prerogative                                                  | 2004 | 4   | 7  | 5  | 4  | 3  | 1  | 4  | 1  | 6  | 2   | - Wereldwijd: 5.000.000 - VS: 1.400.000 |
| B in the Mix: The Remixes                                                      | 2005 | 134 | —  | 99 | —  | —  | 32 | —  | —  | —  | 98  | - Wereldwijd: 1.000.000 - VS: 105.000   |
| The Singles Collection                                                         | 2009 | 22  | 77 | 50 | 23 | 19 | —  | 80 | 30 | 51 | 38  | - Wereldwijd: 660.000+ - VS: 190.000    |
| B in the Mix: The Remixes Vol. 2                                               | 2011 | 47  | —  | 53 | 57 | —  | —  | —  | —  | —  | 171 |                                         |
| "—" geeft aan dat het album de hitlijsten niet haalde, of niet uitgebracht is. |      |     |    |    |    |    |    |    |    |    |     |                                         |

## Singles
| ...Baby One More Time                                                          | 1998 | 1   | 1     | 1     | 1  | 1  | 1  | 1  | 1  | 1  | 1   | ...Baby One More Time         |
| Sometimes                                                                      | 1999 | 21  | 1     | 1     | 2  | 7  | 13 | 6  | 5  | 7  | 3   | ...Baby One More Time         |
| (You Drive Me) Crazy                                                           | 1999 | 10  | 2     | 3     | 12 | 3  | 2  | 4  | 3  | 4  | 5   | ...Baby One More Time         |
| Born to Make You Happy                                                         | 1999 | —   | 4     | 5     | —  | 21 | 9  | 3  | 1  | 3  | 1   | ...Baby One More Time         |
| From the Bottom of My Broken Heart                                             | 1999 | 14  | —     | —     | 37 | 25 | —  | —  | —  | —  | —   | ...Baby One More Time         |
| Oops!... I Did It Again                                                        | 2000 | 9   | 1     | 3     | 1  | 1  | 4  | 2  | 2  | 1  | 1   | Oops!... I Did It Again       |
| Lucky                                                                          | 2000 | 23  | 4     | 9     | 3  | 2  | 16 | 1  | 2  | 1  | 5   | Oops!... I Did It Again       |
| Stronger                                                                       | 2000 | 11  | 14    | 15    | 3  | 2  | 16 | 1  | 2  | 1  | 5   | Oops!... I Did It Again       |
| Don't Let Me Be the Last to Know                                               | 2001 | —   | 16    | 13    | —  | 34 | 27 | 12 | 12 | 9  | 12  | Oops!... I Did It Again       |
| I'm a Slave 4 U                                                                | 2001 | 27  | 6     | 6     | 7  | 8  | 8  | 3  | 6  | 7  | 4   | Britney                       |
| Overprotected                                                                  | 2001 | 86  | 15    | 9     | 16 | 22 | 15 | —  | 9  | —  | 4   | Britney                       |
| I'm Not a Girl, Not Yet a Woman                                                | 2002 | —   | 14    | 22    | 7  | —  | 25 | 10 | 3  | 16 | 2   | Britney                       |
| I Love Rock 'n' Roll                                                           | 2002 | —   | 17    | 15    | 13 | 33 | —  | 7  | 8  | 15 | 13  | Britney                       |
| Anticipating                                                                   | 2002 | —   | —     | —     | —  | —  | 38 | —  | —  | —  | —   | Britney                       |
| Boys (ft. Pharrell Williams)                                                   | 2002 | —   | 14    | 7     | 14 | 21 | 55 | 19 | 10 | 20 | 7   | Britney                       |
| Me Against the Music (ft. Madonna)                                             | 2003 | 35  | 6     | 5     | 1  | 2  | 11 | 5  | 1  | 4  | 2   | In The Zone                   |
| Toxic                                                                          | 2004 | 9   | 4     | 6     | 1  | 1  | 3  | 4  | 1  | 4  | 1   | In The Zone                   |
| Everytime                                                                      | 2004 | 15  | 3     | 4     | 1  | 2  | 2  | 4  | 1  | 6  | 1   | In The Zone                   |
| Outrageous                                                                     | 2004 | 79  | —     | —     | —  | —  | —  | —  | —  | —  | —   | In The Zone                   |
| My Prerogative                                                                 | 2004 | —   | 13    | 3     | 7  | —  | 18 | 3  | 1  | 4  | 3   | Greatest Hits: My Prerogative |
| Do Somethin'                                                                   | 2005 | 100 | 6     | 9     | 8  | —  | 70 | 18 | 4  | 11 | 6   | Greatest Hits: My Prerogative |
| Someday (I Will Understand)                                                    | 2005 | —   | tip3  | 17    | —  | —  | —  | 22 | —  | 8  | —   | Britney & Kevin: Chaotic      |
| Gimme More                                                                     | 2007 | 3   | 32    | 5     | 3  | 1  | 5  | 7  | 2  | 4  | 3   | Blackout                      |
| Piece of Me                                                                    | 2007 | 18  | tip4  | 36    | 2  | 5  | —  | 7  | 1  | 19 | 2   | Blackout                      |
| Break the Ice                                                                  | 2008 | 43  | tip4  | tip7  | 23 | 9  | —  | 25 | 7  | 63 | 15  | Blackout                      |
| Womanizer                                                                      | 2008 | 1   | 21    | 1     | 5  | 1  | 1  | 4  | 2  | 2  | 3   | Circus                        |
| Circus                                                                         | 2008 | 3   | 24    | 37    | 6  | 2  | 19 | 11 | 12 | 19 | 13  | Circus                        |
| If U Seek Amy                                                                  | 2009 | 19  | tip2  | 16    | 11 | 13 | —  | 36 | 11 | 61 | 20  | Circus                        |
| Radar                                                                          | 2009 | 88  | —     | —     | 46 | 53 | —  | —  | —  | —  | 46  | Circus                        |
| Unusual You                                                                    | 2009 | —   | —     | —     | —  | —  | —  | —  | —  | —  | —   | Circus                        |
| 3                                                                              | 2009 | 1   | tip2  | 3     | 6  | 1  | 10 | 18 | 7  | 8  | 7   | The Singles Collection        |
| Hold It Against Me                                                             | 2011 | 1   | 25    | 2     | 4  | 1  | 31 | 23 | 5  | 7  | 6   | Femme Fatale                  |
| Till The World Ends                                                            | 2011 | 3   | tip2  | 12    | 8  | 6  | 15 | 27 | 7  | 14 | 21  | Femme Fatale                  |
| I Wanna Go                                                                     | 2011 | 7   | tip20 | 15    | 31 | 6  | 6  | 32 | 41 | 38 | 111 | Femme Fatale                  |
| Criminal                                                                       | 2011 | 55  | tip12 | 38    | —  | 16 | 13 | —  | —  | 33 | —   | Femme Fatale                  |
| Ooh La La                                                                      | 2013 | 54  | tip13 | tip11 | —  | 37 | 73 | 86 | —  | —  | 72  | De Smurfen 2                  |
| Work Bitch                                                                     | 2013 | 12  | tip2  | 14    | 22 | 5  | 6  | 36 | 13 | 26 | 7   | Britney Jean                  |
| Perfume                                                                        | 2013 | —   | —     | —     | —  | —  | —  | 78 | 36 | —  | —   | Britney Jean                  |
| "—" geeft aan dat de single de hitlijsten niet haalde, of niet uitgebracht is. |      |     |       |       |    |    |    |    |    |    |     |                               |

### Overige singles
| S&M (Rihanna ft. Britney Spears)                                               | 2011 | 1 | 2 | 1 | Loud       |
| Scream & Shout (will.i.am ft. Britney Spears)                                  | 2012 | 3 | 2 | 1 | #willpower |
| "—" geeft aan dat de single de hitlijsten niet haalde, of niet uitgebracht is. |      |   |   |   |            |

## Videografie
| Jaar | Titel                                                                          | Album                         | Regisseur                      |
| ---- | ------------------------------------------------------------------------------ | ----------------------------- | ------------------------------ |
| 1998 | ...Baby One More Time                                                          | ...Baby One More Time         | Nigel Dick                     |
| 1998 | Sometimes                                                                      | ...Baby One More Time         | Nigel Dick                     |
| 1999 | (You Drive Me) Crazy                                                           | ...Baby One More Time         | Nigel Dick                     |
| 1999 | Born to Make You Happy                                                         | ...Baby One More Time         | Bille Woodruff                 |
| 1999 | From the Bottom of My Broken Heart                                             | ...Baby One More Time         | Gregory Dark                   |
| 2000 | Oops!... I Did It Again                                                        | Oops!... I Did It Again       | Nigel Dick                     |
| 2000 | Lucky                                                                          | Oops!... I Did It Again       | Dave Meyers                    |
| 2000 | Stronger                                                                       | Oops!... I Did It Again       | Joseph Kahn                    |
| 2001 | Don't Let Me Be the Last to Know                                               | Oops!... I Did It Again       | Herb Ritts                     |
| 2001 | I'm a Slave 4 U                                                                | Britney                       | Francis Lawrence               |
| 2001 | I'm Not a Girl, Not Yet a Woman                                                | Britney                       | Wayne Isham                    |
| 2001 | Overprotected                                                                  | Britney                       | Bille Woodruff                 |
| 2002 | I Love Rock 'N Roll                                                            | Britney                       | Chris Applebaum                |
| 2002 | Boys (ft. Pharrell Williams)                                                   | Britney                       | Dave Meyers                    |
| 2003 | Me Against the Music (ft. Madonna)                                             | In the Zone                   | Paul Hunter                    |
| 2004 | Toxic                                                                          | In the Zone                   | Joseph Kahn                    |
| 2004 | Everytime                                                                      | In the Zone                   | David LaChapelle               |
| 2004 | Outrageous                                                                     | In the Zone                   | Dave Meyers                    |
| 2004 | My Prerogative                                                                 | Greatest Hits: My Prerogative | Jake Nava                      |
| 2004 | Chris Cox megamix                                                              | Greatest Hits: My Prerogative | NVT                            |
| 2005 | Do Somethin'                                                                   | Greatest Hits: My Prerogative | Britney Spears, Bille Woodruff |
| 2005 | Someday (I Will Understand)                                                    | Chaotic                       | Michael Haussman               |
| 2007 | Gimme More                                                                     | Blackout                      | Jake Sarfaty                   |
| 2007 | Piece of Me                                                                    | Blackout                      | Wayne Isham                    |
| 2008 | Break the Ice                                                                  | Blackout                      | Robert Hales                   |
| 2008 | Womanizer                                                                      | Circus                        | Joseph Kahn                    |
| 2008 | Circus                                                                         | Circus                        | Francis Lawrence               |
| 2009 | If U Seek Amy                                                                  | Circus                        | Jake Nava                      |
| 2009 | Radar                                                                          | Circus                        | Dave Meyers                    |
| 2009 | 3                                                                              | The Singles Collection        | Diane Martel                   |
| 2011 | Hold It Against Me                                                             | Femme Fatale                  | Jonas Åkerlund                 |
| 2011 | Till The World Ends                                                            | Femme Fatale                  | Ray Kay                        |
| 2011 | I Wanna Go                                                                     | Femme Fatale                  | Chris Marrs Piliero            |
| 2011 | Criminal                                                                       | Femme Fatale                  | Chris Marrs Piliero            |
| 2012 | Scream & Shout (ft. will.i.am)                                                 | #willpower                    | Ben Mor                        |
| 2013 | Scream & Shout (ft. will.i.am, Hit-Boy, Waka Flocka Flame, Lil Wayne en Diddy) | #willpower                    | Ben Mor                        |
| 2013 | Ooh La La                                                                      | De Smurfen 2                  | Marc Klasfeld                  |
| 2013 | Work Bitch                                                                     | Britney Jean                  | Ben Mor                        |